# James Tyler Kent
James Tyler Kent (1849 - 1916) foi um médico dos Estados Unidos com escritos no campo da homeopatia. Seu trabalho surgiu após Samuel Hahnemann,  e é feito de demonstrações para muitos supostos medicamentos não considerados por  Hahnemann.
Obteve interesse na homeopatia após sua esposa sofrer uma grave doença, que alegou ter curado com a ingestão de pastilhas homeopáticas.
Kent negava a teoria de que doenças tinham origem bacteriana. Ele acreditava que as causas destas doenças eram exclusivamente espirituais.

## Obra
A obra de Hahnemann era um conjunto de testes e experimentações sobre aproximadamente 130 remédios. Após sua morte, esse número cresceu. No entanto, o conjunto desse conhecimento estava desorganizado. Kent então sistematizou a matéria médica dando uma definição clara para cada remédio.
Publicações
- The Repertory of the Homeopathic Materia Medica
- Lectures on Homeopathic Materia Medica
- Lectures on Homoeopathic Philosophy. [1900] Memorial Edition. Chicago: Ehrhart and Karl, 1919.
- Sexual Neuroses. St. Louis, MO: Maynard and Tedford, 1879.
- Address before the International Hahnemmanian Association at Its Seventh Annual Meeting. 1887.
- New Remedies, Clinical Cases, Lesser Writings, Aphorisms and Precepts. Chicago: Ehrhart and Karl, 1926.